# Stutzen (Waffe)

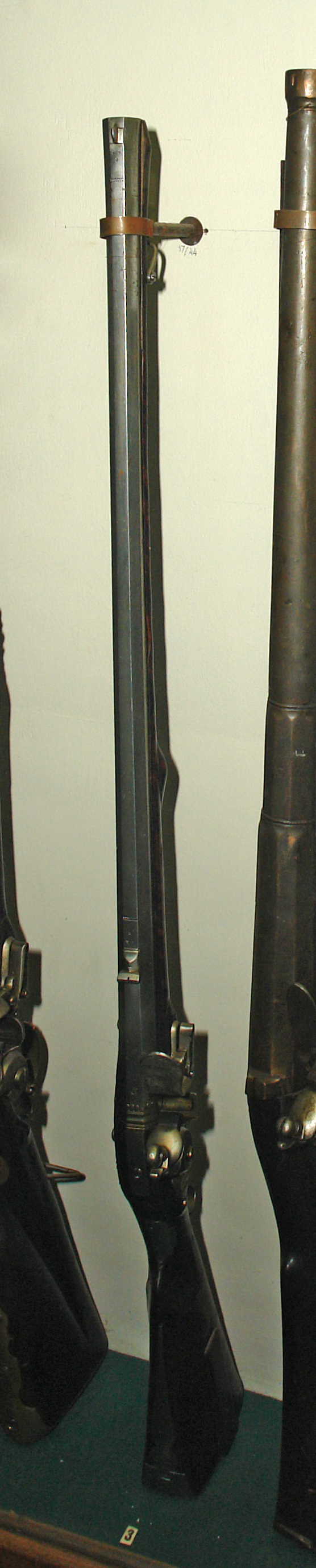

Beim Stutzen handelt es sich um ein kurzes, besonders handliches Jagdgewehr mit gezogenem Lauf (also eine Büchse) und Ganzschaft. Der Stutzen ist typisch für den süddeutschen/alpenländischen Raum.

## Abgrenzung und Aussehen
Der Begriff Stutzen sollte nicht mit dem ähnlich klingenden „Bergstutzen“ verwechselt werden, bei dem es sich um eine Sonderform der Bockbüchse („große“ und „kleine“ Kugel, zum Beispiel 7 × 65 mm R und 5,6 × 52 mm R) handelt.
In seinem äußeren Erscheinungsbild zeichnet sich ein Stutzen dadurch aus, dass der hölzerne Schaft nicht nach der halben Lauflänge endet, sondern bis zur Mündung reicht. Man spricht deshalb auch vom sogenannten Stutzen- oder Ganzschaft, im Gegensatz zur „halbgeschäfteten“ Büchse, die den Normalfall darstellt. Es existieren unterschiedliche Bauweisen und Verschlusssysteme. Einschüssige Stutzen sind als Kipplauf- oder Blockbüchse ausgelegt. Bei Repetierstutzen sind Zylinderverschlüsse üblich. Vereinzelt kommen auch Selbstladestutzen vor.

## Jagdliche Verwendung
Der Stutzen ist die klassische Waffe für die Pirschjagd, insbesondere im Gebirge. Seine Handlichkeit ist aber auch von Vorteil bei der Ansitzjagd beim Gebrauch in engen Kanzeln, bei der Drück- bzw. Treibjagd oder bei der Nachsuche im dichten Bewuchs.
Die – gemessen an Standardausführungen – geringere Gesamtlänge birgt allerdings auch Nachteile, die der Anwender kennen und berücksichtigen muss. Stutzen haben deutlich kürzere Läufe als normale Repetierbüchsen. Büchsenpatronen liefern aus Stutzenläufen deshalb eine geringfügig niedrigere Geschossgeschwindigkeit (v0). Allgemein machen sich auch Mündungsfeuer, Mündungsknall und Rückstoß stärker bemerkbar. Aus diesem Grund kommen in Stutzen üblicherweise keine ausgesprochenen Hochleistungspatronen (z. B. .22-250, 6,5 × 68 mm, .300 WinMag, 8 × 68 mm S etc.) zum Einsatz, sondern bewährte Standardkaliber mit kurzer Hülsenlänge (6,5 × 55 mm, 6,5 × 57 mm, 7 × 57 mm, .308 Win, 7,92 × 57 mm etc.). Die geringere Lauflänge hat allerdings auf die Präzision eines Stutzens im Vergleich zur normalen Baulänge keine Auswirkungen. Kaliber mit längerer Hülse (6,5 × 68 mm, 7 × 64 mm, .30-06 etc.) erzeugen ein den Schützen blendendes Mündungsfeuer, weil das Pulver aufgrund der geringen Lauflänge (48 cm, 51 cm, 56 cm, 57 cm) zu wenig Zeit besitzt, um im Lauf richtig abzubrennen. Restliches Pulver (bis zu 6 % der Pulvermenge je nach Lauflänge und Patrone im Normalfall) verbrennt bei einem kurzen Stutzenlauf außerhalb des Laufes und erzeugt dadurch die Blendwirkung besonders in der Dämmerung.

## Technik
Die weitaus meisten Stutzen werden als Repetierbüchsen angeboten. Hierbei dominieren bewährte Verschlusssysteme wie das System Mauser Modell 98 und dessen Derivate. Allerdings existieren auch sogenannte Kurzverschlüsse, die sich zum Bau von Stutzen besonders eignen. Hier ist an die berühmten Mauser-Systeme 66, 66S und 66SM zu denken. In jüngster Zeit bietet auch Blaser seine Baureihe R93 und Merkel seine KR 1 als Stutzen an. Vorteilhaft ist hierbei, dass durch Verwendung eines Kurzverschlusses entweder die normale Lauflänge annähernd beibehalten oder die Gesamtlänge noch weiter reduziert werden kann. Des Weiteren bietet Merkel die K3-Kipplaufbüchse mit Kippblock-Verschluss und Blaser die Kipplaufbüchse K95 als Stutzen an.

## Nicht-jagdliche Verwendung
Daneben finden sich die Prangerstutzen, die Vorderlader sind, als Handböller beim Böllerschießen.

## Henrystutzen
Das zu seiner Zeit in Leistung und Schussfolge außergewöhnliche Henry-Gewehr diente Karl May als Inspiration für das von ihm als „Henrystutzen“ bezeichnete kurzläufige Schnellfeuergewehr, das er seinem Helden Old Shatterhand in die Hände legte. Offenbar hat May jedoch nie ein Gewehr der Bauart Henry gesehen und ließ daher bei den Spezifika seiner Phantasie freien Lauf. Im Karl-May-Museum in Radebeul ist ein Winchester Modell 1866 mit Achtkantlauf ausgestellt und mit „Henrystutzen“ angeschrieben.